# رفقة الهلالي
رفقة الهلالي (مواليد 18 أبريل 1990) لاعبة كرة يد تونسية. تلعب في نادي الساحل وفي المنتخب التونسي. مثلت تونس في بطولة العالم لكرة اليد للسيدات 2013 في صربيا.

## مواضيع ذات صلة
منتخب تونس لكرة اليد للسيدات